# 宗泉寺 (さいたま市)
宗泉寺（そうせんじ）は、埼玉県さいたま市大宮区にある真宗大谷派の寺院。

## 歴史
1977年（昭和52年）、智源によって開山された。智源は東京都北区にある宗泉寺の寺族である。
埼玉県は人口の割には浄土真宗の寺院が少なく、「真宗不毛の地」といわれてきた。埼玉県南地域のベッドタウン化につれて、浄土真宗の門徒も埼玉県に移り住むようになったが、その需要を満たすことはできなかった。そのため智源は埼玉県在住の門徒の期待に応えるべく、大宮市（現・さいたま市大宮区）に寺を創建したのである。

## 交通アクセス
- 大宮駅より徒歩15分。